# Jorge Ramos Ávalos
Jorge Gilberto Ramos Ávalos (Ciudad de México,16 de marzo de 1958) es un periodista y escritor mexicano-estadounidense, reconocido por ser el presentador de Noticiero Univisión, que se transmite en Estados Unidos y en dieciséis países de Latinoamérica.

## Estudios
De 1977 a 1981 estudió la carrera de Comunicación en la Universidad Iberoamericana (UIA); posteriormente realizó estudios especializados en televisión y en periodismo en la Universidad de California en Los Ángeles (UCLA), así como una maestría en relaciones internacionales en la Universidad de Miami.

## Trayectoria periodística
Ramos comenzó su carrera de periodista trabajando en las radiodifusoras XEW y XEX de la Ciudad de México. Colaboró como redactor para el noticiero Antena cinco, de Televisa, y como reportero de 60 minutos. Cuando la principal cadena de televisión de México, Televisa, censuró su primer reportaje, decidió emigrar a Estados Unidos: llegó a Los Ángeles el 2 de octubre de 1983. Empezó a trabajar en Univisión en 1985; es el conductor titular del Noticiero Univisión desde el 3 de noviembre de 1986. Desde el 2007 conduce el programa semanal Al punto.  
A lo largo de su trayectoria como conductor, ha cubierto cinco guerras: la guerra civil de El Salvador, la guerra del Golfo, la guerra de Kosovo, la guerra de Afganistán y la guerra de Irak. Ha entrevistado a diversos políticos, entre ellos: Al Gore, Alan García, Alejandro Toledo, Álvaro Uribe, Andrés Manuel López Obrador, Andrés Pastrana, Barack Obama, Bill Clinton, Carlos Menem, Carlos Salinas de Gortari, Enrique Peña Nieto, Ernesto Samper, Evo Morales, Felipe Calderón, Fidel Castro, George W. Bush, Hillary Clinton, Hipólito Mejía, Hugo Chávez, John McCain, Lucio Gutiérrez, Mauricio Funes, Marcelo Ebrard, Ollanta Humala, Rafael Correa, subcomandante Marcos, Ted Cruz, Vicente Fox, Donald Trump y Nicolás Maduro. Además ha entrevistado a destacados escritores, como Carlos Fuentes, Isabel Allende, Mario Vargas Llosa y Octavio Paz.
En 2015, después de que Donald Trump se convirtiera en un candidato presidencial, Ramos trató de obtener una entrevista con él durante meses. Cuando le envió al candidato una solicitud manuscrita en junio, Trump, quien había presentado una demanda contra Univision por su decisión de abandonar el concurso de Miss Universo luego de sus comentarios sobre los inmigrantes mexicanos, publicó la carta de Ramos en Instagram que revelaba el número de celular de Ramos. Trump más tarde borró el post.
El 25 de agosto de 2015, Ramos asistió a una conferencia de prensa celebrada en Dubuque, Iowa Pro-Trump. Ramos había estudiado las conferencias de prensa anteriores de Trump y había descubierto un patrón de interpelación repetitiva de Trump: el candidato solía interrumpir con un "Disculpe" ("Excuse me") y recurrir a otro reportero cuando se le hacía una pregunta en contra de sus creencias. Debido a este conocimiento, Ramos se negó a sentarse cuando fue interrumpido por Trump y continuó interrogándole acerca de su política de inmigración; Ramos insistió en sus derechos como reportero y ciudadano de los Estados Unidos para hacer una pregunta, lo que provocó que el jefe de seguridad de Trump, Keith Schiller, empujara al periodista hasta expulsarlo de la sala de conferencias. Unos 15 minutos más tarde, Trump le permitió a Ramos regresar a la conferencia, dando lugar a una acalorada discusión entre el periodista y el candidato. Más tarde, Trump explicó que no le había concedido a Ramos una pregunta, ya que se la había concedido a otro periodista en la audiencia. Ramos acusó a Trump de "difundir el odio" con sus peticiones de deportaciones masivas de familias indocumentadas y de revocación de la ciudadanía por nacimiento, propuestas cuya viabilidad Ramos cuestionó. También cuestionó la viabilidad de Trump como candidato entre los votantes latinos, citando una encuesta que indicaba que el 75% de los votantes tenía opiniones desfavorables a Trump; según Ramos, Trump solo obtendría el 16% del voto latino. Sin embargo, las encuestas de salida de elecciones mostraron que Trump obtuvo el 29% del voto hispano, un 13% más que la proyección de Ramos.
El incidente de la conferencia de prensa inspiró a Ramos para crear su documental Hate Rising, centrado en el aumento de los incidentes de intolerancia y violencia racial en Estados Unidos, que se emitió el 23 de octubre de 2016 en las cadenas Univision y Fusión.
El 25 de febrero de 2019, fue retenido con su grupo periodístico en el palacio de Miraflores luego de una entrevista al presidente venezolano Nicolás Maduro; tras decomisarle los equipos y la grabación de la entrevista, fue liberado horas más tarde y deportado del país. Durante la entrevista, Maduro negó que existiera una crisis humanitaria en Venezuela, lo que llevó a Ramos a mostrar a Maduro imágenes de venezolanos comiendo de un camión de basura para señalar que sí existía una crisis: después de ser liberado, Ramos declaró que él y su grupo fueron retenidos porque esta acción molestó a Maduro. El ministro de Información de Maduro, Jorge Rodríguez, describió el incidente como un «espectáculo barato».
El 12 de abril de 2019, después de su intervención en la conferencia matutina del presidente mexicano, Andrés Manuel López Obrador, Ramos fue objeto de controversia por la confrontación que sostuvo con López Obrador en torno a las cifras de homicidios en México en el lapso de su administración. El episodio abrió un debate sobre el uso de cifras de homicidios dolosos en México y sus diferentes fuentes.
El pasado 19 de julio del 2021, Jorge Ramos Ávalos fue nombrado Consejero Editorial Especial de Univisión, quien reportará directamente a Wade Davis, CEO de TelevisaUnivisión.
El 9 de septiembre de 2024, la cadena anunció su salida, por mutuo acuerdo ya que no le renovaron el contrato por el cual se oficializara su partida después de las Elecciones presidenciales de Estados Unidos de 2024, culminando su labor periodística rutilante por 39 años por el cual creo una serie de reacciones de parte de colegas y amigos.

## Opiniones personales
Grupos conservadores le han criticado por sus opiniones desfavorables al cristianismo, en especial a la Iglesia católica. Ramos es agnóstico.

## Obras publicadas
Publica semanalmente una columna periodística que es distribuida por The New York Times Syndicate a más de 40 periódicos. Ha publicado once libros, algunos de los cuales se han traducido al inglés:
- Sin Miedo: Lecciones de rebeldes
- Detrás de la máscara
- Lo que vi
- La otra cara de América (The Other Face of America)
- A la caza del león
- Atravesando fronteras (No Borders)
- La ola latina (The Latino Wave)
- Morir en el intento (Dying to Cross)
- El regalo del tiempo (The Gift of Time)
- Me parezco tanto a mi papá, me parezco tanto a mi mamá (Letters from a Father, I'm Just Like My Mom/I'm Just Like My Dad)
- Tierra de todos
- Los presidenciables
- Stranger: El desafío de un inmigrante latino en la era de Trump

## Premios y distinciones
La revista Newsweek incluyó a Ramos en la lista de los 50 políticos y periodistas más importantes de Estados Unidos; por otra parte, la revista Time lo considera uno de los 25 hispanos más influyentes de Estados Unidos y la revista People en Español lo incluyó en la lista de los 100 latinos de mayor influencia en el mismo país.
Ha sido premiado en diversas ocasiones:
- Premio María Moors Cabot otorgado por la Universidad de Columbia en 2001.
- Premio Ron Brown otorgado por el National Child Labor Committee en 2002.
- Premio Rubén Salazar otorgado por el Consejo Nacional de La Raza (NCLR) en 2002.
- Premio David Brinkley a la excelencia periodística otorgado por la Universidad Barry de Miami en 2003.
- Periodista del año por el Latin Business Club of America en 2004.
- Premio Emmy por la National Academy of Television Arts and Sciences en 2005.
- Latino Book Award otorgado por Latino Literacy Now y la Book Expo America por su libro Morir en el intento en 2006.
- Doctorado honorario en Literatura por la Universidad de Richmond en 2007.
- Premio de Ciudadano Distinguido otorgado por el Commonwealth Club de San Francisco en 2008.
- Premio Internacional de Periodismo otorgado por el Club de Periodistas de México en 2010 y 2011.
- Premio Emmy en reconocimiento a su trayectoria en 2012.[15]
- Burton Benjamin Memorial Award otorgado por el Comité para la Protección de Periodistas (Committee to Protect Journalists) en 2014.[16]